# Gioacchino Muccin
Gioacchino Muccin (* 25. November 1899 in San Giovanni di Casarsa, Casarsa della Delizia; † 27. August 1991 in San Pietro di Feletto) war ein italienischer Geistlicher und Bischof von Belluno e Feltre.

## Werdegang
Muccin war das jüngste von neun Kinder von Ernesto und Maria Fabris. Als Angehöriger des Jahrgangs 1899 wurde er nach Vollendung des 18. Lebensjahres eingezogen und nahm am Ersten Weltkrieg teil. In der Schlacht am Montello wurde er während Zweiten Piaveschlacht mit einer Tapferkeitsmedaille in Bronze ausgezeichnet.
Nach dem Krieg besuchte er das bischöfliche Seminar in Prodenone und wurde am 22. September 1923 in Pordenone durch Luigi Paulini zum Priester geweiht. Er wirkte danach als Seelsorger in Pordenone und in Castelnovo del Friuli. 1927 begann er am Priesterseminar von Noncello zu unterrichten. 1937 wurde er Monsignore und 1945 Apostolischer Protonotar.
Papst Pius XII. ernannte ihn am 19. Mai 1949 zum Bischof von Belluno-Feltre. Giovanni Costantini, der ehemalige Bischof von Luni o La Spezia, Sarzana e Brugnato, weihte ihn am 19. Juni 1949 in Pordenone zum Bischof. Mitkonsekratoren waren Girolamo Bartolomeo Bortignon OFM, Bischof von Padua, und Domingo Comin SDB, Apostolischer Vikar von Méndez. Am 31. Juli 1949 nahm er das Bistum Feltre in Besitz und am 7. August 1949 das Bistum Belluno. 1959 wurde er Päpstlicher Thronassistent.
Am 27. Dezember 1958 nahm er als Mitkonsekrator an der ersten Bischofsweihe von Papst Johannes XXIII. teil. Hierbei wurden Albino Luciani, der spätere Papst Johannes Paul I., Domenico Tardini, Angelo Dell’Acqua, Carlo Grano, Giuseppe Ferretto, Mario Casariego y Acevedo, Charles Msakila und Jozef Floribert Cornelis zu Bischöfen geweiht.
Muccin nahm an allen vier Sitzungsperioden des Zweiten Vatikanischen Konzils teil. Am 1. September 1975 nahm Papst Paul VI. seinen Rücktritt an.
Seinem Willen gemäß ruht er auf dem Friedhof der Opfer der Katastrophe von Vajont in Fortogna.